# Emil Orlík

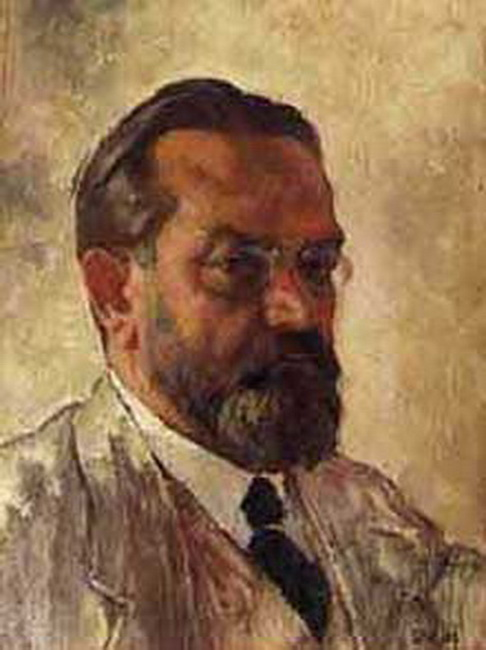
Zelfportret

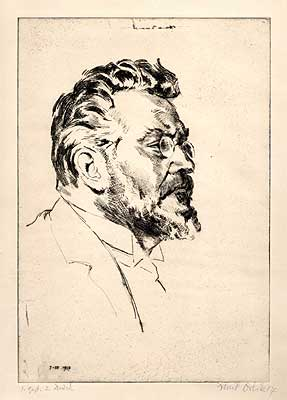
Portret van Max Slevogt (1917)

Emil Orlík (Praag, 21 juli 1870 - Berlijn, 28 september 1932) was een Tsjechisch schilder, etser, lithograaf en houtsnijder.
Orlík werkte in Praag, maar ook in Oostenrijk en Duitsland. Hij was lid van de Wiener Secession, en was in eerste instantie vooral als portretschilder actief. Hij schilderde onder anderen Henrik Ibsen, Bernhard Pankok, Gustav Mahler, Hermann Bahr en Max Klinger.
In 1905 begon hij aan een opleiding aan de Meisterschule für Graphik und Buchgewerbe in Berlijn. In die tijd schilderde hij onder anderen Ernst Barlach, Lovis Corinth, Max Slevogt, Otto Dix, Käthe Kollwitz, Franz Werfel, Thomas Mann, Albert Einstein, Wanda Landowska, Wilhelm Furtwängler en Alfred Döblin. Orlík werkte samen met Max Reinhardt, en maakte voor hem decors en kostuumontwerpen.